# Royal Horticultural Society’s Garden, Wisley

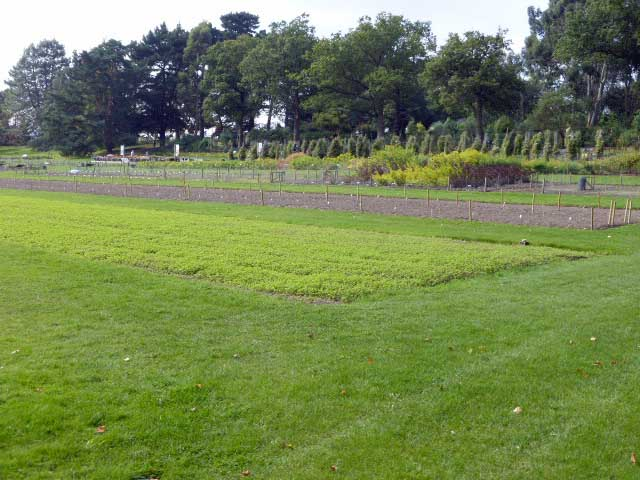
Versuchsfeld in Wisley

Der Garten der Royal Horticultural Society in Wisley liegt außerhalb von Woking in Surrey (Region South East England).

## Geschichte
Das Gut Oakwood mit 24 ha Land wurde 1878 von dem pensionierten Fabrikanten George Fergusson Wilson erworben. Er war ein begeisterter Gärtner und legte den Oakwood experimental Garden an, in dem er seltene Zierpflanzen kultivierte. Außerdem züchtete er Lilien, Enziane und japanische Iris-Sorten. Hier befindet sich heute der Wildgarten. Der Großteil des Anwesens wurde als Weide und Wald genutzt, Ortstein machte es zu einer wenig fruchtbaren Heide.
Nach dem Tode Wilsons 1902 erwarb der Quäker Thomas Hanbury das Gut zusammen mit der angrenzenden Glebe-Farm. Er übereignete das Anwesen 1903 der Royal Horticultural Society (RHS). Sie legte hier große Ziergärten und Gewächshäuser an, und Wisley wurde zum Ersatz für ein Anwesen in Chiswick, das die Gesellschaft seit 1822 gepachtet hatte, und dem großen Ziergarten in Kensington, der um 1870 verkauft werden musste, um den Bankrott der Gesellschaft abzuwenden.

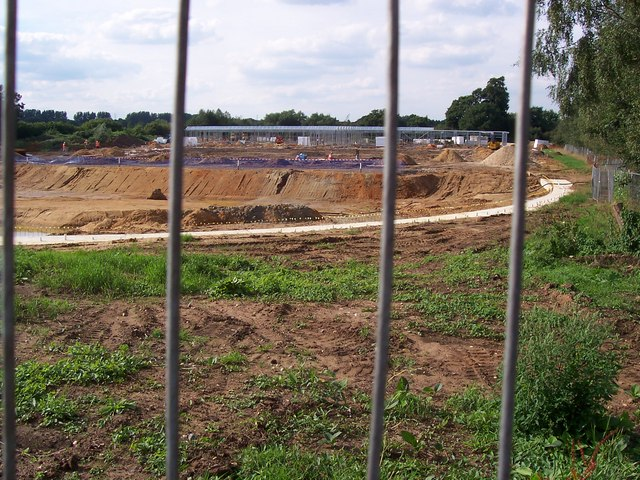
Bau des großem Gewächshauses mit Teich 2005

Auf dem Gelände befindet sich ein 6,5 ha großer Baumgarten, der 660 Apfel-, 125 Birnen- und 100 Pflaumensorten enthält, teils als Spalierobst gezogen. 1904 wurde ein erstes Gewächshaus erbaut. Ein ausgedehnter Steingarten wurde 1910 durch James Pulham mit Hilfe einer eigens erbauten Eisenbahnlinie angelegt. 1914–16 wurde ein Laborgebäude im Arts- und Crafts-Stil erbaut, das Teile abgerissener Herrenhäuser enthält. In den 1960er Jahren legten Lanning Roper und Geoffrey Jellicoe vor dem Labor einen Kanal an, der heute eine große Sammlung von Seerosen enthält. 2006–07 wurde ein weiteres großes Gewächshaus am Westrand des Geländes erbaut und ein Teich angelegt. Die Grünanlagen im niederländischen Präriestil stammen von Tom Stuart-Smith. Im Gewächshaus werden vor allem Wüsten- und Dschungelpflanzen präsentiert, eine Galerie dient für Sonderausstellungen und der Präsentation von Schnittblumenarrangements.
2019 wurde der Royal Horticultural Society’s Garden, Wisley von rund 1,23 Millionen Personen besucht. 2024 betrug die Besucherzahl etwa 1,10 Millionen Personen.

## Wisley heute

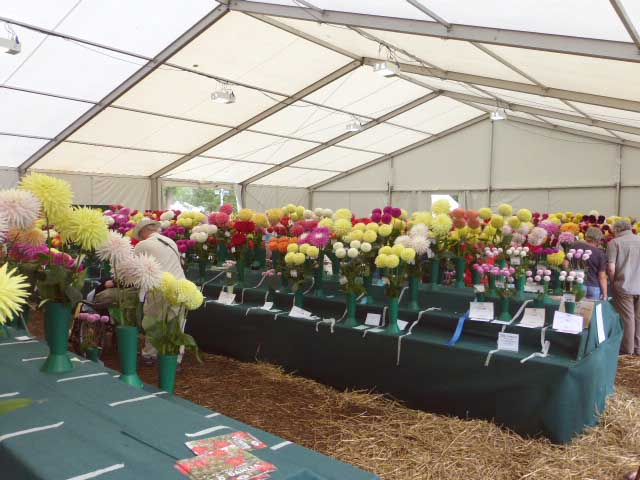
Dahlienausstellung, September 2014

Heute liegt das Gelände direkt an der M25 und der A3 von London nach Portsmouth. Die RHS bildet in Wisley Gärtner aus und unterhält Versuchsgärten (Portsmouth trial fields), in denen Gartenblumen getestet werden. Nach einem erfolgreichen Versuchsanbau in Wisley kann einer Gartenpflanzensorte durch Gutachter, die von der RHS ernannt werden, das Prädikat „besonders gartenwürdig“ (Award of Garden Merit) verliehen werden, was sehr verkaufsfördernd ist. Dieses Prädikat wird seit 1922 verliehen. Seit 2002 werden alte Auszeichnungen erneut überprüft und gegebenenfalls revidiert.
Die Ziergärten und Gewächshäuser sind den Mitgliedern der RHS und der zahlenden Öffentlichkeit zugänglich. Es finden auch Gartenmärkte und Gartenausstellungen auf dem Gelände statt, eine eigene Gärtnerei verkauft Zierpflanzen und Gehölze.
Zusammen mit dem Plumpton College in Lewes betreibt die RHS in Wisley einen Wingert, dessen Produkte zu Wein verarbeitet werden sollen. Auf dem Battleston Hill wurde eine traditionelle doppelte englische Zierrabatte in großem Maßstab angelegt. Der ursprüngliche Entwurf durch den Niederländer Piet Oudolf ist inzwischen stark verwässert. In der Weather Hill cottage befindet sich das Büro des Verwalters. Auf dem ehemaligen Weideland, das durch Tiefpflügen meliorisert wurde, befinden sich heute zwei Teiche und ein chinesischer Garten mit einem Pavillon aus chinesischem Rotholz, der von der Volksrepublik China gestiftet wurde. Das ortstypische karge Heideland wurde so weitgehend zerstört.

Neuer Eingangsbereich 2021

Der Garten unterhält die nationale Sammlungen (National Collection) für Krokusse, Heidekraut, Rhabarber, Schneeglöckchen und Elfenblumen. Es gibt auch ein Alpinenhaus und weitere spezialisierte Gewächshäuser. In Wisley sind die Spezialisten für Pflanzenkrankheiten und die Entomologen der RHS ansässig.
2021 wurde ein neues Eingangsgebäude eingeweiht, das auch die weitläufigen Verkaufsräume enthält. Es wird über Wärmepumpen beheizt und besitzt auch Solarzellen auf dem Dach. Der Eingangsbereich wurde von Christopher Bradley-Hole entworfen.
Teile des Geländes können für Empfänge und Hochzeiten angemietet werden.

## Leiter
- Jim Gardiner (seit 1987)

## Einfluss

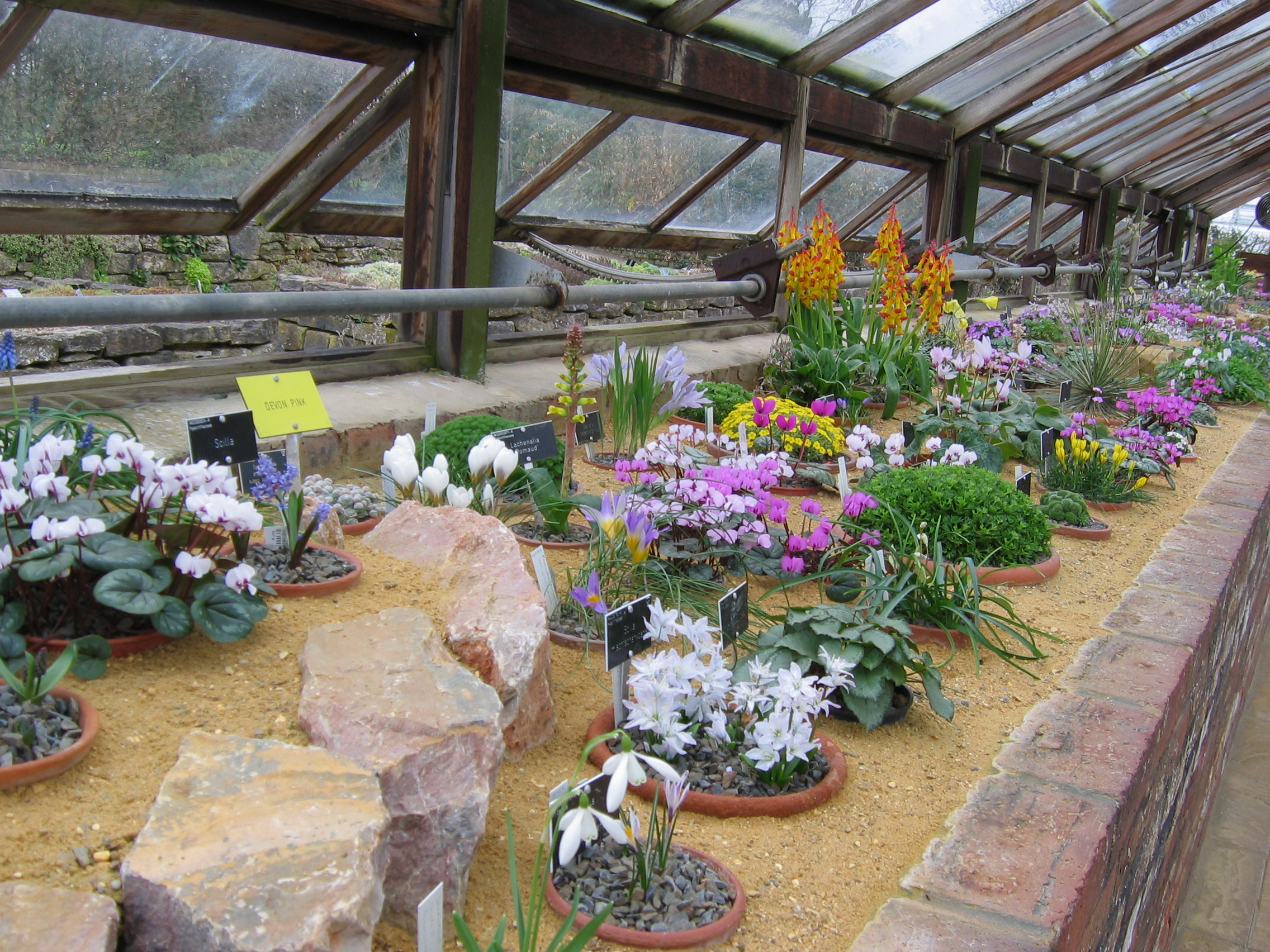
Im Alpinenhaus in Wisley

Das Haupthaus in Wisley, 1906 aus den Resten mehrerer abgetragener spätmittelalterlicher und frühneuzeitlicher Herrenhäuser zusammengesetzt, das zurzeit die Labors und die Bücherei beherbergt, wurde von der US-amerikanischen Erbin Marion Beck für ihren Garten Innisfree im Staat New York nach Photos nachgebaut, aber 1982 wegen zu hoher Instandhaltungskosten abgerissen.